# Wanderson Santos Pereira
Wanderson Santos Pereira (Vitória da Conquista, 7 febbraio 1991) è un calciatore brasiliano, difensore dell'Avaí.

## Caratteristiche tecniche
È un difensore centrale.

## Carriera
È cresciuto nelle giovanili dell'Internacional.

## Statistiche

### Presenze e reti nei club
Statistiche aggiornate al 17 marzo 2018.
| Stagione        | Squadra             | Campionato      | Campionato | Campionato | Coppe nazionali | Coppe nazionali | Coppe nazionali | Coppe continentali | Coppe continentali | Coppe continentali | Altre coppe | Altre coppe | Altre coppe | Totale | Totale | Totale |
| Stagione        | Squadra             | Comp            | Pres       | Reti       | Comp            | Pres            | Reti            | Comp               | Pres               | Reti               | Comp        | Pres        | Reti        | Pres   | Reti   |        |
| --------------- | ------------------- | --------------- | ---------- | ---------- | --------------- | --------------- | --------------- | ------------------ | ------------------ | ------------------ | ----------- | ----------- | ----------- | ------ | ------ | ------ |
| 2012            | Francana            | A3/SP           | 19         | 2          |                 | -               | -               |                    | -                  | -                  |             | -           | -           | 19     | 2      |        |
| 2013            | Sertãozinho         | A3/SP           | 24         | 1          |                 | -               | -               |                    | -                  | -                  |             | -           | -           | 24     | 1      |        |
| 2013            | Corinthians         | A1/SP+A         | 0          | 0          | CB              | 0               | 0               |                    | -                  | -                  |             | -           | -           | 0      | 0      |        |
| 2014            | Treze               | PD/PB+C         | 0+5        | 0          | CB              | 0               | 0               |                    | -                  | -                  |             | -           | -           | 5      | 0      |        |
| 2015            | São Bento           | A1/SP           | 14         | 1          | CB              | 0               | 0               |                    | -                  | -                  |             | -           | -           | 14     | 1      |        |
| 2015            | Criciúma            | PD/SC+B         | 0+33       | 3          | CB              | 2               | 0               |                    | -                  | -                  |             | -           | -           | 35     | 3      |        |
| 2016            | Ferroviária         | A1/SP           | 13         | 1          | CB              | 1               | 0               |                    | -                  | -                  |             | -           | -           | 14     | 1      |        |
| 2016            | Atlético Paranaense | A1/PR+A         | 0+13       | 0          | CB              | 0               | 0               |                    | -                  | -                  |             | -           | -           | 13     | 0      |        |
| 2017            | Atlético Paranaense | A1/PR+A         | 7+25       | 0+2        | CB              | 4               | 0               | CL                 | 7                  | 0                  |             | -           | -           | 43     | 2      |        |
| 2018            | Atlético Paranaense | A1/PR+A         | 0          | 0          | CB              | 5               | 0               | CS                 | 0                  | 0                  |             | -           | -           | 5      | 0      |        |
| Totale carriera | Totale carriera     | Totale carriera | 153        | 10         |                 | 12              | 0               |                    | 7                  | 0                  |             | -           | -           | 172    | 10     |        |

## Palmarès

### Club

#### Competizioni internazionali
- Coppa Sudamericana: 1

Atlético Paranaense: 2018

### Competizioni statali
- Campionato Baiano: 1

Bahia: 2020
- Campionato Cearense: 1

Fortaleza: 2021
- Campionato Goiano: 1

Atlético Goianiense: 2022
- Campionato Catarinense: 1

Avaí: 2025